# 山秀
山秀（やまひで、生没年不詳）とは江戸時代末期の江戸の地本問屋である。

## 来歴
江戸において寛政から幕末にかけて地本問屋を営業している。喜多川歌麿、歌川国芳の錦絵を出版している。

## 作品
- 喜多川歌麿 『婦人手業操鏡』 大判5枚揃 錦絵 寛政9年‐寛政10年ころ ※「機織り」、「糸つなぎ」、「糸繰り」、「針仕事」など
- 歌川国芳 『道外三十六戯相』[1]